# تنورة قصيرة
التنورة القصيرة أو الحاسرة أو الميني جيب (وتُعرف أيضًا باسم الميني سكيرت أو الميني) هي تنورة قصيرة يتجاوز طولها الركبتين بكثير، وعادةً ما تنتهي عند منتصف الفخذ، ولا يتجاوز طولها عادةً 10 سنتيمترات (4 إنشات) تحت الأرداف. وإذا كان الفستان بنفس هذا الطول، يُطلق عليه اسم فستان ميني أو ميني دريس (فستان قصير أو ثوبٌ حاسر). أما الميكرو ميني جيب أو الميكرو سكيرت، فهي تنورة أقصر من الميني جيب، وتنتهي عند أعلى الفخذ، وتكون بمحاذاة أو أسفل منطقة العانة أو الملابس الداخلية مباشرة.
على الرغم من أن التنانير القصيرة وُجدت منذ زمن طويل، إلا أنها لم تُعرف بمسمى "ميني" حتى أصبحت اتجاهًا شائعًا في عالم الموضة خلال ستينيات القرن العشرين. وقد عثر علماء الآثار والمؤرخون على دلائل لملابس شبيهة بالميني جيب تعود إلى الفترة ما بين عامي 1390 و1370 قبل الميلاد. وفي أوائل القرن العشرين، ارتدت الراقصة جوزفين بيكر تنورة مصنوعة من الموز خلال عروضها في منتصف عشرينيات القرن الماضي بمسرح "فولي بيرجير"، وشُبّهت هذه التنورة لاحقًا بالميني جيب.
أصبحت التنانير القصيرة عنصرًا أساسيًا في أعمال الخيال العلمي خلال القرن العشرين، خاصة في رسومات المجلات الشعبية في الأربعينيات، مثل أعمال الفنان إيرل ك. بيرجي، الذي رسم نساء المستقبل وهن يرتدين "مزيجًا نمطيًا" من ميني جيب معدنية، وحمالة صدر، وجزم طويلة.
في عام 1961، كانت خطوط الحافة السفلية (خط الحاشية) للتنانير فوق الركبة بقليل، ثم بدأت ترتفع تدريجيًا خلال السنوات التالية. وبحلول عام 1966، وصلت بعض التصاميم إلى أعلى الفخذ. ومع انتشار الميني جيب، تراجعت شعبية الجوارب الطويلة المثبتة بحمالات، إذ لم تكن عملية مع هذا الطول من التنانير، فاستُبدلت بالجوارب الطويلة الملونة.
بلغت الميني جيب ذروة شهرتها في فترة "لندن المتحررة" خلال الستينيات، واستمرت في الظهور ضمن اللباس اليومي، خاصة بين الشابات والمراهقات. وقبل تلك الفترة، كانت التنانير القصيرة تُستخدم في ملابس الرياضة والرقص فقط، مثل تلك التي ترتديها لاعبات التنس، والمتزلجات على الجليد، والمشجعات، والراقصات.
ينسب اختراع الميني جيب في الستينيات إلى عدة مصممين، من أبرزهم المصممة اللندنية ماري كوانت والمصمم الباريسي أندريه كوريج.